# Microplinthus laurae
Microplinthus laurae – gatunek chrząszcza z rodziny ryjkowcowatych i podrodziny Molytinae.
Gatunek ten opisany został w 2004 roku przez Massimo Meregalliego.
Chrząszcz o ciele długości od 3,8 do 4,2 mm (bez ryjka), ubarwionym ciemnobrązowo do czarniawego. Ryjek regularnie zakrzywiony, u nasady ciemny, matowy i gęsto punktowany. Trzonki czułków gwałtownie rozszerzone, prawie kanciaste na wierzchołkach. Przedplecze o bokach prawie równoległych, umiarkowanie zbieżnych ku przodowi. Pokrywy smukłe, z bardzo szerokimi, sterczącymi, zebranymi w grupki szczecinkami, pozbawione guzków na międzyrzędach. Odnóża o udach gęsto punktowanych i pazurkach pozbawionych ząbków.
Ryjkowiec znany tylko z północnoindyjskich: dystryktu  Dardżyling i Sikkimu Wschodniego.